# Sedano's
Sedano's o Sedano's Supermarkets es una cadena de supermercados hispanos con sede en Miami, Florida. Fue fundada en 1962 en Hialeah, Florida. Fue fundada por Rene Sedano. Su sede está en Miami, Florida y opera en los condados de Miami-Dade, Broward y Osceola. Sedano's es el miembro más grande de Abarroteros Asociados de Florida. En 2020, Sedano's fue nombrado Food & Wine's 20 Best Supermarket Chains of All Time.

## Historia
En 1961, un cubano exiliado llamado Rene Sedano abrió la primera tienda Sedano's, en Hialeah, Florida. En 1962, un cubano llamado Armando Guerra adquirió la tienda de Sedano y mantuvo el nombre de la tienda igual. Después de la Revolución Cubana (que terminó en 1959) Guerra, un banquero y abarrotero exitoso en Cuba, fue exiliado a Miami en 1961. En 1971, el encargó a Manuel "Manolo" Herrán para que se moviera de Miami, Florida a Atlanta, Georgia y ayudar con las operaciones de Sedano's. Herrán, un nativo español, se mudó a Sancti Spíritus, Cuba, de adolescente con sus padres y sus hermanos para escapar de la dictadura de Franco. En 1967 a la edad de 28 años, se fue de Cuba como resultado del triunfo de la Revolución Cubana. Con el triunfo del comunismo cubano, la familia de Herrán se fueron a Atlanta primero. Después de mudarse a Miami, las familias Herrán y Guerra se unieron para fortalecer Sedano's. Hasta el día de hoy, la misión de Sedano's es proveer a los inmigrantes comida típica de sus países.
Actualmente, Sedano's tiene más de 35 supermercados en distintas zonas de la Florida. Su equipo está compuesto por Agustín Herrán, CEO y presidente de Sedano's. 

### Expansión
En 1994, Sedano's abrió una tienda en Hollywood, en el condado de Broward, Florida. Esta es la primera tienda de Sedano's fuera del condado de Miami-Dade. Actualmente hay 4 localidades en el condado de Broward. En enero de 2010, tres Sedano's más fueron abiertos después de comprar tiendas de Albertsons LLC. Dos tiendas están en Orlando y una en Kissimme. Sedano's se ha expandido a los condados de Miami-Dade, Broward, Orange y Osceola. El 6 de noviembre de 2019, se abrió la tienda número 35 en Hialeah, siendo la última en ser inaugurada.
- Datos: Q17087869